# Golobinjek ob Sotli
Golobinjek ob Sotli je naselje v Občini Podčetrtek.